# كوبا بيرو 2003
كوبا بيرو 2003 (بالإسبانية: Copa Perú 2003)‏ هو الموسم 31 من كوبا بيرو ‏. فاز فيه سيزار فاليجو ‏.